# The Tim Conway Show
The Tim Conway Show est une série télévisée américaine de comédie en deux saisons de trente-et-un épisodes diffusés sur CBS entre le 22 mars 1980 et le 7 mars 1981.

## Fiche technique
Sauf indication contraire, les informations mentionnées dans cette section peuvent être confirmées par la base de données cinématographiques IMDb,  présente dans la section « Liens externes ».
- Titre original : The Tim Conway Show
- Réalisation : Roger Beatty
- Scénario : Gene Perret, Bill Richmond, Tim Conway, Roger Beatty et Miriam Flynn
- Photographie :
- Musique : Peter Matz
- Casting : Winn Strickland
- Montage : Bob Bernstein
- Décors : Bill Harp
- Costumes : Ret Turner
- Production : Gene Perret et Bill Richmond
  - Producteur délégué : Joe Hamilton
  - Producteur associé : Robert Wright
- Sociétés de production : Dummy Productions et QC Central
- Société de distribution : CBS
- Chaîne d'origine : CBS
- Pays d'origine :  États-Unis
- Langue originale : anglais
- Genre : Comédie
- Durée : 30–60 minutes

## Distribution

### Acteurs principaux
- Tim Conway
- Maggie Roswell
- Miriam Flynn
- The Don Crichton Dancers
- Lisa Trusel
- Bert Berdis
- Dick Orkin
- The Peter Matz Orchestra
- Harvey Korman

### Acteurs invités
- Carol Burnett
- Rick Segall
- Jack Riley
- Don Knotts
- Bernadette Peters
- Vicki Lawrence
- Michele Lee
- Helen Reddy
- Jonathan Winters
- Barbara Mandrell
- KC and the Sunshine Band
- Village People
- Melba Moore
- Glenn Hughes
- David Hodo
- Randy Jones
- Felipe Rose
- Alex Briley
- Ernie Anderson
- Suzanne Somers
- Dick Martin
- David Copperfield